# Cuphonotus
Cuphonotus là chi thực vật có hoa trong họ Cải.